# Марс-2
«Марс-2» — радянська автоматична міжпланетна станція, запущена 19 травня 1971 року, здійснила спільний політ і дослідження з космічним апаратом «Марс-3». Виведення на траєкторію польоту до Марса здійснено з проміжної орбіти штучного супутника землі останнім ступенем ракети-носія.

## Огляд
- Дата/час запуску:
  - Марс 2: 19 травня 1971 року о 16:22:44 UTC
- Стартова маса (включаючи паливо):
  - Змішана: 4650 кг
  - Орбітальний апарат: 3440 кг
  - Посадковий модуль: 1210 кг
- Суха маса на орбіті: 2265 кг
- Розміри: 4,1 м у висоту, 2 м у поперечнику (5,9 м у поперечнику з розгорнутими сонячними панелями)[1]

## Запуск
19 травня 1971 року важка ракета-носій «Протон-К» запустила зонд з космодрому Байконур. Після відокремлення першого ступеня запалюється другий ступінь. Двигун третього ступеня вивів «Марс-2» на паркувальну орбіту, потім розгінний ступінь Блоку D відправив «Марс-2» на трансмарсіанську траєкторію.

## Склад наукового обладнання
Апарат мав орбітальний відсік і апарат приземлення. Основні облаштування орбітального відсіку: приладовий відсік, блок баків установки двигуна, коригувальний реактивний двигун із вузлами автоматики, сонячна батарея, антено-фідерні пристрої, радіатори системи терморегулювання.
Апарат приземлення — автоматична марсіанська станція, обладнана системами й пристроями, що забезпечують відділення апарата від орбітальної станції, перехід його на траєкторію зближення з планетою, гальмування, спуск в атмосфері та м'яке приземлення на поверхню Марса. Автоматична марсіанська станція була забезпечена приладово-парашутним контейнером, аеродинамічним гальмівним конусом і сполучною рамою, на якій розміщений ракетний двигун. Перед польотом апарат приземлення був підданий стерилізації.
Станції для забезпечення польоту мали ряд систем. До складу системи управління входили: гіростабілізована платформа; бортова цифрова обчислювальна машина і система космічної автономної навігації. Окрім орієнтації на Сонце, при досить великому віддаленні від Землі (близько 30 млн км) проводилася одночасна орієнтація на Сонце, зорю Канопус і Землю.
В орбітальному відсіку знаходилася наукова апаратура, призначена для вимірів у міжпланетному просторі, а також для вивчення околиць Марса і самої планети з орбіти штучного супутника:
- ферозондовий магнітометр;
- інфрачервоний радіометр для отримання карти розподілу температури по поверхні Марса;
- інфрачервоний фотометр для вивчення рельєфу поверхні по виміру кількості вуглекислого газу;
- оптичний прилад для визначення змісту пари води спектральним методом;
- фотометр видимого діапазону для дослідження відбивної здатності поверхні й атмосфери;
- прилад для визначення радіояскравісної температури поверхні в діапазоні 3,4 см, визначення її діелектричної проникності й температури поверхневого шару на глибині до 30—50 см;
- ультрафіолетовий фотометр для визначення щільності верхнього шару атмосфери Марса, визначення змісту атомарного кисню, водню й аргону в атмосфері;
- лічильник часток космічних променів;
- енергоспектрометр заряджених частинок;
- прилад вимірювання енергії потоку електронів і протонів від 30 еВ до 30 кеВ;
- фототелевізійні камери.

## Перебіг космічної експедиції
Політ станції до Марса тривав понад 6 місяців. Станція понад 8 місяців здійснювала комплексну програму дослідження Марса. За цей час станція здійснила 362 оберти навколо планети.
Апарат приземлення «Марса-2» був відокремлений від орбітального відсіку 27 листопада 1971 року, а сама станція виведена на еліптичну орбіту штучного супутника Марса (перицентр 1380 км, апоцентр 24 940 км) з періодом обертання 18 годин. Перед відділенням апарата приземлення бортова ЕОМ через програмну помилку спрацювала неправильно. У результаті цього до апарата приземлення були введені помилкові установки, які привели до не розрахункової орієнтації станції перед відділенням. Через 15 хвилин після відділення на апараті приземлення включився твердопаливний двигун, який все-таки забезпечив переведення апарата приземлення на траєкторію попадання на Марс.
Проте кут входу в атмосферу виявився більшим за розрахунковий. Апарат приземлення занадто круто увійшов до марсіанської атмосфери, через що не встиг загальмувати на етапі аеродинамічного спуску. Парашутна система в таких умовах спуску була неефективною. Апарат приземлився, пройшовши крізь атмосферу планети, розбився на поверхні Марса в точці з координатами 4° пн. ш. і 47° зх. д. (Долина Нанеди в Землі Ксанфа), уперше в історії досягнувши поверхні Марса. На борту АП був закріплений вимпел СРСР. «Марс-2» став першим штучним предметом на планеті.